# Michelangelo Antonioni
Michelangelo Antonioni (29. září 1912 Ferrara – 30. července 2007 Řím) byl italský filmový režisér a scenárista, společně s Federico Fellinim a Luchinem Viscontim jeden z trojice slavných italských režisérů, jejichž tvorba kulminovala v 60. letech. Jeho nejúspěšnějším dílem byla Zvětšenina (1966).

## Životopis
Michelangelo Antonioni se narodil ve Ferraře v provincii Emilia-Romagna na severu Itálie v měšťanském prostředí a od studentských let se amatérsky zabýval divadlem i filmem. Vystudoval techniku na univerzitě v Bologni. Po příchodu do Říma se stal spolupracovníkem nezávislého čtrnáctideníku mladých opozičně smýšlejících tvůrců Centra sperimentale Cinema. V době nástupu neorealismu se setkal s F. Fellinim a Robertem Rossellinim, pro něhož vytvořil scénář k filmu Pilot se vrací (1942). V téže době je asistentem francouzského režiséra Marcela Carného při natáčení filmu Návštěva z temnot na jihu dosud neobsazené Francie.
V letech 1943–1950 Antonioni natočil samostatně řadu dokumentárních filmů a psal scénáře. Až ve svých 38 letech natočil svůj první samostatný hraný film, psychologické drama Kronika jedné lásky (1950).
Antonioniho hlavní tvůrčí období leží v 60. a 70. letech 20. století. Svými tehdejšími díly ovlivnil řadu významných světových režisérů jako například Miklóse Jancsóa anebo Andreje Tarkovského.
V roce 1982 se při práci na filmu Identifikace ženy seznámil se svou novou partnerkou a budoucí manželkou Enrikou Fico. V roce 1985 byl stižen těžkou mozkovou mrtvicí, po níž prakticky přestal mluvit. Přesto ještě realizoval za pomoci režiséra Wima Wenderse film Za mraky (1995) a ještě v roce 2004 se účastnil práce na povídkovém triptychu Eros. Rok před svou smrtí přišel Antonioni o zrak.

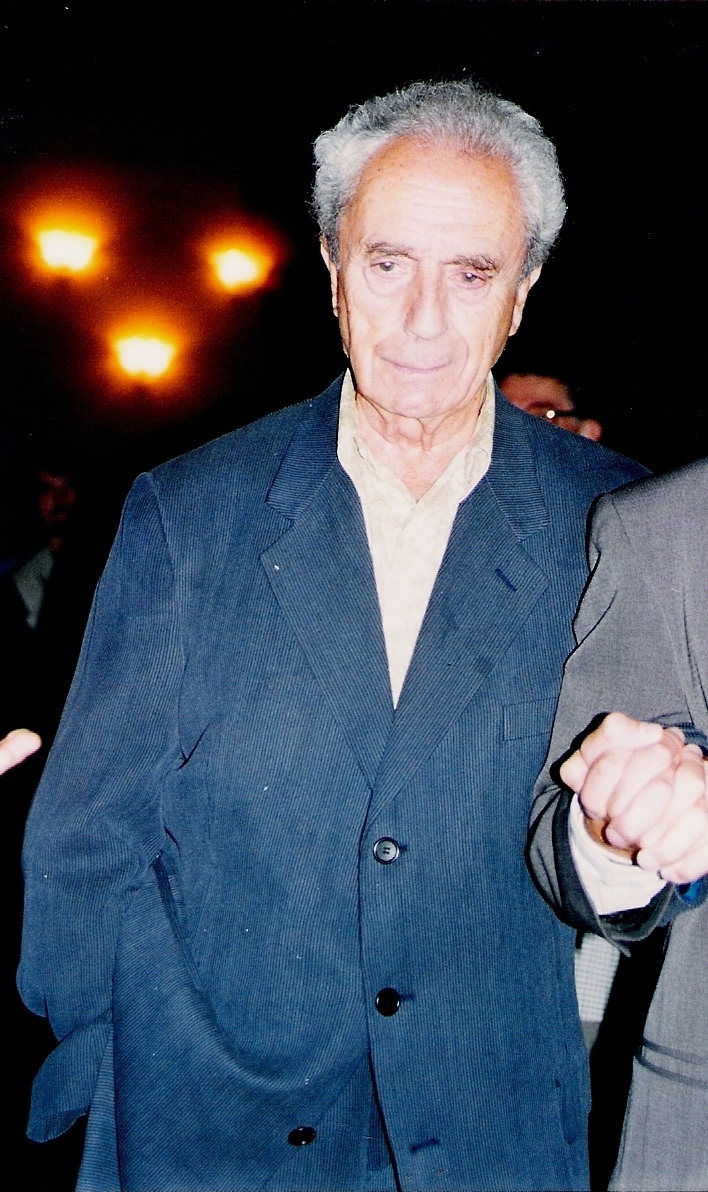
Michelangelo Antonioni

V posledních dvaceti letech se převážně věnoval literatuře. Česky vyšel výbor z jeho textů pod názvem Kuželník u Tiberu v roce 1989 v překladu filmové vědkyně Evy Zaoralové. Za svoji celoživotní dílo byl Antonioni v roce 1994 odměněn výroční cenou Americké Filmové Akademie.
Michelangelo Antonioni zemřel ve svém římském bytě 30. července 2007, ve stejný den, jako jiná klíčová osobnost autorského filmu 20. století, švédský režisér Ingmar Bergman.

## Tvorba

### Dokumenty čtyřicátých let
Čtyřicátá léta jsou pro Antonioniho především érou dokumentární tvorby. Natočil celkem sedm zajímavých filmů. Lidé od Pádu (Gente del Po) vypráví o plavbě malé loďky na dolním toku Pádu. Čištění města (N. U. – Netezza Urbana) je neobvyklým pohledem na práci římských metařů za příchodu nového dne. Milostná lež (L' Amorosa menzogna) si všímá práce autorů tzv. fotorománů, Pověrčivost (Superstizione) zase pozůstatků pověr na italském venkově. Následoval přírodní snímek z okolí Cortiny d'Ampezza Lanovka na Faloriu (La Funivia del Faloria), tehdy novou technologií výroby umělých vláken se zabývá film Sedm prutů, jedny šaty (Sette Canne, un vestito), poslední Vila výstav (La Villa dei mostri) antropomorfickou výstavou.

### Padesátá léta
Antonioniovým celovečerním hraným debutem je Kronika jedné lásky (Cronaca di un amore), psychologické drama lásky bohaté ženy (Lucia Bosèová) k chudému milenci (Massimo Girotti). V roce 1952 byl spoluautorem scénáře k Felliniho slavnému filmu Bílý šejk, současně natočil povídkový film Poražení (I vinti), ve třech epizodách porovnávající zločinnost mladých lidí v Itálii, Anglii a Francii. Herečka Lucie Boséová hraje i v dalším Antonioniově filmu Dáma bez kamélií (La signora senza camelie), 1953. Manžel v tomto filmu chce z krásné partnerky udělat filmovou hvězdu.
Téhož roku spolupracuje Antonioni na povídkovém filmu C. Zavattiniho Láska ve městě (L' Amore in città), do něhož přispěl povídkou Pokus o sebevraždu (Tentato suicido). V prostředí římských módních salónů a krásných žen se odehrává film Přítelkyně (La amiche) z r. 1955, natočený podle románu C. Paveseho. Hlavními protagonistkami byly herečky Eleanor Rosi Dragová a Valentina Cortesová. V roce 1957 je natočen psychologický film Výkřik (Il grido), v němž hrají mj. Steve Cochran, Alida Valliová a Batsy Blairová.

#### Dobrodružství
Ve snímku Dobrodružství  (L' avventura) podal Antonioni radikálně reformovaným filmovým jazykem obraz života římské smetánky a její citové vyprahlosti. Hlavní role svěřil G. Ferzettimu, Monice Vittiové a L. Massariové. Italská kritika film odmítla, dočkal se uvedení na festivalu v Cannes 1960, kde byl diváky vypískán, ale obdržel zde cenu poroty. Film je první částí tzv. „Tetralogie citů“ s Monikou Vittiovou.
Antonioni poprvé v tomto filmu využívá svoji „existencialistickou metodu“, která zkoumala obrazy lidských krizí, samotu uprostřed davu a odumírání citu u jinak hmotně zabezpečeného moderního člověka. Antonioni boří zákony klasické filmové dramatiky, jeho nový jazyk vyrůstá ze slovy dále nekomentovaného pozorování lidské tváře a jí adekvátní krajiny. Filmový divák je nucen z takových obrazů odečítat jejich vnitřní napětí, melancholii, či pouhou prázdnotu a dávat je do kontextu příběhu. Atributem takto uchopeného filmového vyprávění bývají umně komponované dlouhé záběry kamery, nezřídka se blížící kompozicím výtvarných děl té doby, zejména proudu Informel (Výtvarné umění 2. poloviny 20. století). Antonioni sám hovořil o snaze „vyjádřit nastupující duch doby lhostejnosti a zároveň úzkosti“. Dějovou kostrou filmu Dobrodružství je pátrání po nezvěstné hlavní hrdince. Děj filmu se od této linie odklání stále dál, aniž by se k ní kdy vrátil. Linearita takovéto dramaturgie byla ve své době chápána jako projev organičnosti výstavby, případně jako apartnost formy.

### Šedesátá léta
Od roku 1960 natáčí Michelangelo Antonioni tři další filmy, v nichž dává vyniknout umění své tehdejší manželky Moniky Vittiové, a které tematicky navazují na Dobrodružství. Film Noc (La notte) je snímkem z prostředí milánské společnosti a hlavní role kromě Vittiové byly svěřeny M. Mastroiannimu (Giovanni) a francouzské herečce Jeanne Moreauové (Lidia). Závěrečná scéna, v níž si Giovanni násilím vymůže citovou zainteresovanost své družky Lidie, býval nazýván jako „citová vražda“.
Alain Delon je partnerem Vittiové ve snímku Zatmění (L'eclisse) z r. 1961. Ochablost lidských citů je tu spojena s rušným prostředím peněžní burzy. Dějová zápletka se dá shrnout jedinou větou jako příběh milostné schůzky, na niž se ve smluvenou hodinu nedostaví ani jeden z milenců. Obrazovým výsledkem jsou estetizované záběry prázdného místa plánované milostné schůzky. V roce 1962 bylo Zatmění opět nominováno za Zlatou Palmu v Cannes, aby získalo pouze Speciální cenu poroty.
V okolí Ravenny natáčí Antonioni r. 1964 svůj první barevný film Červená pustina (Il deserto Rosso), závěrečnou část své Tetralogie citů. Do role partnera Vittiové obsadil anglického herce Richarda Harrise. Antonioni využívá barvy nestandardně, zvolená barva má zrcadlit vnitřní rozpoložení hrdinky, jež se nachází v životní krizi. I v tomto filmu jde o zobrazení odcizení lidí v moderní průmyslové společnosti.
Roku 1965 vzniká úvodní povídka filmu Tři tváře (I tre volti), napsaná pro herecký debut bývalé íránské císařovny Soraji. Pak se už Antonioni odebírá do Anglie, aby vytvořil svůj nejslavnější film.

#### Zvětšenina
Film Zvětšenina (Blowup), první Antonioniho zahraniční film, je z prostředí módních fotografů a modelek. Vznikl v roce 1966 s Davidem Hemmingsem a Vanessou Redgraveovou v hlavních rolích. Mladý sebevědomý fotograf Thomas nevědomky vyfotografuje vraždu v parku. Z nejasné zvětšeniny fotografie se pak s nepříliš velkou důsledností pokouší vypátrat okolnosti zločinu. . Film bývá vykládán jako studie klamnosti reality i jako kritika hédonismu nastupující generace hippies. Klíčová je závěrečná scéna „přijmutí pravidel hry“, v níž hlavní hrdina hodí skupině mladých revolucionářů neexistující míček pro imaginární zápas tenisu v témž parku, v němž se stala vražda.

### Od konce šedesátých let
V kalifornském Údolí smrti se odehrává film Zabriskie Point natáčený v USA r. 1969. Jde o příběh dvou mladých lidí, studenta Marka (Mark Frechette), který je na útěku před policií pro podezření z vraždy policisty při studentské revoltě a dívky Darie (Daria Halprinová), která pracuje ve společnosti, jejímž zájmem je využití kalifornské pouště a cestuje do jejího luxusního sídla. Film je založený především na nekomentovaných obrazech studentských bouří, města halucinačně přeplněného reklamními tabulemi a posléze volnosti a prázdnoty pouště, v níž se mladí lidé setkávají. Slavná je halucinační scéna skupinového milování v Údolí smrti, které ve filmu uvolňuje životadárnou sílu – vodu. Když Marka na konci příběhu zastřelí policie, Daria po příjezdu do luxusního sídla své společnosti vyhodí stavbu do povětří. Je však zpochybněno, zda se nejedná pouze o její představu. Film byl ovlivněn hnutím hippies, mimořádně působivou hudbu k němu vytvořily skupiny Pink Floyd, The Youngbloods, The Kaleidoscope, Jerry Garcia, Patti Page, Grateful Dead a Rolling Stones. Film měl spíše negativní ohlas, komerčně byl ve své době propadák, Antonionimu bylo především vytýkáno černobílé pojetí problematiky studentských revolt a přílišná statičnost filmu. Ten má dnes však již kultovní status a čestné místo vedle největších Antonioniho opusů. Zabriskie Point byl oceněn až v roce 1994 výroční cenou Americké filmové akademie.
V roce 1971 začíná pracovat Antonioni v Brazílii na filmu Technicky sladké (Technicamente dolce), ale pro vysoké náklady musí natáčení přerušit.
V roce 1974 je natočen v italsko-anglické koprodukci film Povolání: Reportér (Proffesion: Reporter), v němž si zahrál Jack Nicholson, hlavní ženskou roli představovala Maria Schneiderová. Tento film byl v rámci Antonioniho tvorby velkým kompromisem. Ze čtyřhodinového materiálu byl producentem sestříhán finální tvar při vynechání řady klíčových scén. Povolání: Reportér je zmiňováno zejména pro mnohé inovativní techniky snímání, které posléze vedly Antonioniho k experimentem s nově vznikající videotechnikou.
V roce 1981 vytvořil Antonioni pro italskou televizi RAI adaptaci Hry Jeana Cocteaua Dvojhlavý orel pod názvem Tajemství Oberwaldu (Il Mistero di Oberwald) opět s Monicou Vittiovou v hlavní roli. Film měl značné slabiny ve scénáři, přesto je dodnes zmiňován mezi prvními díly, která využívají možností videa jako nastupujícího média.
V roce 1982 vytvořil Antonioni svůj poslední velký samostatný film Identificazione di una donna (Identifikace ženy). Tematizoval v něm svou vlastní tvůrčí krizi a vrátil se v něm i ke svým dřívějším filmovým portrétům neurotických ženských postav. Filmu byla vytýkána tematická roztříštěnost a určité tápání v předmětu sdělení (příznačná pro film je rozsáhlá scéna v mlze – stejně tak lze chápat i Antonioniho stav). Přesto film získal výroční cenu 35. Festivalu v Cannes.
V roce 1985 postihla Antonioniho rozsáhlá mozková mrtvice, po níž částečně ochrnul a přestal mluvit. Přesto za pomoci své ženy a ve spolupráci s jinými filmaři vytvořil do své smrti ještě několik filmových děl, z nichž vyniká snímek Al di là delle nuvole (Za mraky) z roku 1995, vytvořený ve spolupráci s německým režisérem Wim Wendersem.

## Filmografie
(není uveden střih, asistence režie a produkce)

### Režie - dokumentární filmy
- Lidé od Pádu (Gente del Po), 1943
- Čištění města (N. U. – Nettezza urbana), 1948
- Oltre l'oblio, 1948
- Roma - Montevideo, 1948
- Milostná lež (L' amorosa menzogna), 1949
- Bomarzo, 1949
- Ragazze in bianco, 1949
- Sedm prutů, jedny šaty (Sette canne, un vestito), 1949
- Pověrčivost (Superstizione), 1949
- Lanovka na Faloriu (La funivia del Faloria), 1950
- Vila výstav (La Villa dei mostri), 1950
- Tři tváře (I tre volti) – část Il provino, 1965
- Chun Kuo, 1972
- 12 registi per 12 città – část Roma, 1989
- Noto, Mandorli, Vulcano, Stromboli, Carnevale, 1993
- Lo sguardo di Michelangelo, 2004

### Režie – hrané filmy
- Kronika jedné lásky (Cronaca di un amore), 1950
- Dáma bez kamélií (La signora senza camelie), 1953
- Láska ve městě (L‘ amore in città) – část Tentato suicido, 1953
- Poražení (I vinti), 1953
- Le Amiche, 1955
- Výkřik (Il grido), 1957
- Nel segno di Roma, 1959
- Dobrodružství (L‘ Avventura), 1960
- Noc (La Notte), 1961
- Zatmění (L‘ Eclisse), 1962
- Červená pustina (Il deserto roso), 1964
- Zvětšenina (Blowup), 1966
- Zabriskie Point, 1970
- Povolání: reportér (Professione: reporter), 1975
- Tajemství Oberwaldu (Il mistero di Oberwald) , 1981
- Identifikace ženy (Identificazione di una dona), 1983
- Kumbha Mela, 1989
- Za mraky (Al di laaa delle nuvole), 1995
- Eros, 2004

### Scénáře (dokumenty i hrané filmy)
- I due Foscari, 1942
- Pilot se vrací (Un pilota ritorna), 1942
- Lidé od Pádu (Gente del Po), 1943
- Caccia tragica, 1947
- Milostná lež (L' amorosa menzogna), 1949
- Pověrčivost (Superstizione), 1949
- Sedm prutů, jedny šaty (Sette canne, un vestito), 1949
- Kronika jedné lásky (Cronaca di un amore), 1950
- Lanovka na Faloriu (La funivia del Faloria), 1950
- Vila výstav (La Villa dei mostri), 1950
- Bílý šejk (Lo sceicco bianco), 1952
- Dáma bez kamélií (La signora senza camelie), 1953
- Poražení (I vinti), 1953
- Le Amiche, 1955
- Výkřik (Il grido), 1957
- Dobrodružství (L‘ Avventura), 1960
- Noc (La Notte), 1961
- Zatmění (L‘ Eclisse), 1962
- Červená pustina (Il deserto roso), 1964
- Zvětšenina (Blowup), 1966
- Zabriskie Point, 1970
- Chun Kuo, 1972
- Povolání: reportér (Professione: reporter), 1975
- Tajemství Oberwaldu (Il mistero di Oberwald) , 1981
- Identifikace ženy (Identificazione di una dona), 1983
- Za mraky (Al di là delle nuvole), 1995
- Lo sguardo di Michelangelo, 2004
- Eros (část "Il filo pericoloso delle rose“), 2004